# Bol'šoj Arkadak
Il Bol'šoj Arkadak (in russo Большой Аркадак?), Arkadak nel basso corso (Аркадак), è un fiume della Russia europea, affluente di sinistra del Chopër. Scorre nei rajon Ekaterinovskij e Arkadakskij dell'oblast' di Saratov.
Il fiume ha origine vicino al villaggio di Mirny e scorre prevalentemente verso ovest. Sfocia nel fiume Chopër a 681 km dalla foce, presso la città di Arkadak. Il fiume ha una lunghezza di 115 km, l'area del suo bacino è di 1 790 km².